# Donavon Frankenreiter
Donavon Frankenreiter (Downey, 10 dicembre 1972) è un cantautore e surfista statunitense.
Amico di vecchia data di Jack Johnson, ha pubblicato nel 2004 il suo primo album chiamato "Donavon Frankenreiter" pubblicato dalla Brushfire Records dello stesso Johnson, tramite Universal, e che è entrato nella Top 40 australiana nell'Aprile 2004.

## Biografia

### Carriera nel surf
Donavon inizia la sua esperienza sul surf sin da ragazzo a San Clemente, California. In breve tempo firma un contratto di sponsorizzazione con Billabong, con cui viaggerà per il mondo surfando le onde di vari mari ed oceani. Durante i suoi viaggi, affitta una stanza nel North Shore di Oahu, Hawaii, proprio dai genitori di Jack Johnson. Da questo evento partirà una salda amicizia tra i due surfer-musicisti, destinata a sfociare in seguito anche in collaborazioni musicali.

### Carriera musicale
Frankenreiter incomincia a suonare la chitarra a 18 anni, ma la sua carriera si inizia a rivelare solo nel 1996 quando forma il gruppo Sunchild, ovvero "figlio del sole". Donavon nel gruppo era alla chitarra solista, ma non cantava. La band, ispirata dal rock anni 70 con stile simile a quello dei The Black Crowes, pubblica il suo primo lavoro Barefoot & Live pubblicato da Surfdog Records nel 1997, composto da performance dal vivo composto da cover della Allman Brothers Band, dei Rolling Stones e Van Morrison, così come da molti brani propri. Nel 2000 segue California Honey pubblicato dalla loro etichetta "Sunchild Records". L'album ora è fuori produzione ed attualmente è molto difficile da trovare. Nel 2001 il gruppo si scioglie e Donavon intraprende la carriera solista. Sunchild viene citata raramente nelle interviste o nelle apparizioni giornalistiche, il che fa desumere che la carriera musicale professionista di Donavon sia partita solo nel 2002, l'anno in cui firma con Brushfire Records e registra il suo primo album da solista a suo nome. L'album, Donavon Frankenreiter appunto, viene registrato con co-produttori Jack Johnson e Mario Caldato Jr. Pubblicato nell'aprile 2004 in Australia, l'album scala le classifiche ARIA fino a giungere nella top 40, grazie ad un tour che porta Frankenreiter a girare tutto lo stato. L'album viene pubblicato un mese dopo negli Stati Uniti, precisamente l'11 maggio 2004.
L'album successivo di Frankenreiter, Move by Yourself, viene pubblicato il 6 giugno 2006, e il successo riscosso conferma il gradimento riscosso con il primo album, preferito da alcuni critici.
La canzone Lovely Day è stata utilizzata nella scena iniziale del film Snakes on a Plane, comparendo anche nella colonna sonora del film.
All'album segue un dvd, The Abbey Road Sessions, performance live dell'artista registrata presso Abbey Road nell'estate 2006.
Il 19 agosto 2008 ha pubblicato sotto la Lost Highway Records il suo terzo album in studio Pass It Around.

## Discografia

### Album
con i Sunchild:
- Mr Jesus (1994)
- Barefoot & Live (1997)
- California Honey (2000)
- The Galaxy Session (2009)

da solista:
- Donavon Frankenreiter (2004)
- Move by Yourself (2006)
- Pass It Around (2008)
- Revisited (2010)
- Glow (2010)
- Start Livin' (2012)
- The Heart (2013)
- Revisited 2 (2019)

### EP
- Some Live Songs EP (2005)
- Recycled Recipes (2007)
- Recycled Recipes, Vol. 2 (2010)

### DVD
- The Abbey Road Sessions (2006)